# آلیسا گالیامووا
آلیسا میخائیلونا گالیامووا (روسی: Алиса Михайловна Галлямова؛ ‏ تاتاری: Алисә Михаил кызы Галләмова؛‏ زادهٔ ۱۸ ژانویهٔ ۱۹۷۲) شطرنج‌باز اهل روسیه و دارندهٔ عناوین فیدهٔ استاد بین‌المللی (۱۹۹۳) و استاد بزرگ زنان (۱۹۸۸) است. او دوبار در سال‌های ۱۹۹۹ و ۲۰۰۶ به مقام دوم قهرمانی شطرنج زنان جهان رسید و سه مرتبه هم قهرمانی شطرنج زنان روسیه شد. وی مابین سال‌های ۱۹۹۳ تا ۲۰۰۱ با نام «آلیسا گالیامووا-ایوانچوک» شناخته می‌شد.
او عضو تیم شطرنج روسیه (برنده مدال طلا) در المپیاد شطرنج زنان ۲۰۱۰ و همچنین عضو تیم اوکراین در مسابقات قهرمانی تیمی شطرنج زنان اروپا زنان در سال ۱۹۹۲ بود که برنده مدال طلا شد.

## حرفه
گالیامووا در سال‌های ۱۹۸۷ و ۱۹۸۸ قهرمان رقابت‌های شطرنج دختران زیر ۱۶ سال جهان شد. در سال ۱۹۸۸ نیز برندهٔ مسابقات شطرنج قهرمانی جوانان جهان شد.
او در سال ۱۹۹۲ قهرمان شطرنج تیمی اروپا شد، دو مدال نقره در المپیادهای شطرنج ۱۹۹۰ و ۱۹۹۲ و همچنین برنز در سال ۱۹۹۶ به دست آورد. او همچنین چندین قهرمانی انفرادی در روسیه کسب کرد.

### قهرمانی شطرنج زنان جهان
گالیامووا در دسامبر ۱۹۹۷ در مسابقات نامزدهای قهرمانی شطرنج زنان جهان که در خرونینگن هلند برگزار شد، قهرمان شد. او قرار بود در اوت ۱۹۹۸ با زیه جون (که در مسابقات کاندیداهای ۱۹۹۷ دوم شد) مسابقه دهد و برنده آن مسابقه قرار بود در نوامبر ۱۹۹۸ با سوزان پولگار برای قهرمانی شطرنج زنان جهان رقابت کند.
با این حال، و با آنکه بازی با زیه جون از قبل برنامه‌ریزی شده بود، گالیامووا اعتراض کرد زیرا قرار بود کل مسابقه در چین، خانه رقیب او برگزار شود. دلیل این امر این بود که فقط چین برای میزبانی این مسابقه پیشنهاد داده بود. گالیامووا دوست داشت نیمی از بازی در کازان روسیه برگزار شود. اما روسها پول لازم را نداشتند. در نهایت، زمانی که گالیامووا در بازی حاضر نشد، مسابقه بهزیه جون لغو شد.
سپس فیده مسابقه‌ای میان زیه جون و سوزان پولگار را برای نوامبر ۱۹۹۸ برنامه‌ریزی کرد. با این حال، پولگار گفت که در آن زمان نمی‌تواند بازی کند زیرا باردار بود. پس از اینکه پولگار اولین پسرش، تام، را در مارس ۱۹۹۹ به دنیا آورد، فیده دوباره سعی کرد یک مسابقه را برنامه‌ریزی کند. این بار پولگار گفت که نمی‌تواند این مسابقه را بازی کند زیرا او به نوزادش شیر می‌دهد.
سرانجام، پس از تلاش‌های مکرر برای سازماندهی مسابقه‌ای که قرار بود در سال ۱۹۹۸ برگزار شود، فیده اعلام کرد که پولگار عنوان قهرمانی خود را از دست داده و عنوان خالی است. فیده تصمیم گرفت گالیامووا را به چرخه بازگرداند و مسابقه ای را بین زیه جون و گالیامووا برای قهرمانی شطرنج زنان جهان در سال ۱۹۹۹ برگزار کرد. این بار، گالیامووا مایل به بازی بود زیرا خواسته اصلی او برآورده شده بود که روسیه پولی را برای اسپانسری نیمی از مسابقه در نظر گرفته بود. این مسابقه در کازان روسیه و شنیانگ چین در اوت ۱۹۹۹ برگزار شد و زیه جون با امتیاز ۵/۸–۶/۵ پیروز شد.

### موفقیت‌های بعدی
گالیامووا در مارس ۲۰۰۶، دوباره به فینال مسابقات قهرمانی جهانی زنان فیده رسید و در برابر شو یوهوآ رقابت کرد.
او در سال ۲۰۱۷ در مسابقات قهرمانی زنان اروپا در ریگا سوم شد.

## زندگی شخصی
آلیسا گالیامووا از پدری روسی و مادری تاتار به دنیا آمد و گالیامووا نام خانوادگی مادرش است
او با استادبزرگ شطرنج اوکراینی واسیلی ایوانچوک یکی از بهترین شطرنج‌بازان جهان ازدواج کرد. این زوج یک پسر به نام میخائیل داشتند.[۹] این ازدواج در سال ۱۹۹۶ به طلاق انجامید. The marriage ended in a divorce in 1996.
از سال ۲۰۰۵، مسابقات شطرنج کودکان - جام آلیسا گالیامووا - در تاتارستان برگزار می‌شود. گالیامووا مدرسه شطرنج کودکان را تأسیس کرد که سالانه اردوهای ورزشی را برای با استعدادترین کودکان این جمهوری برگزار می‌کند.